# الانتباه هو كل ما تحتاجه

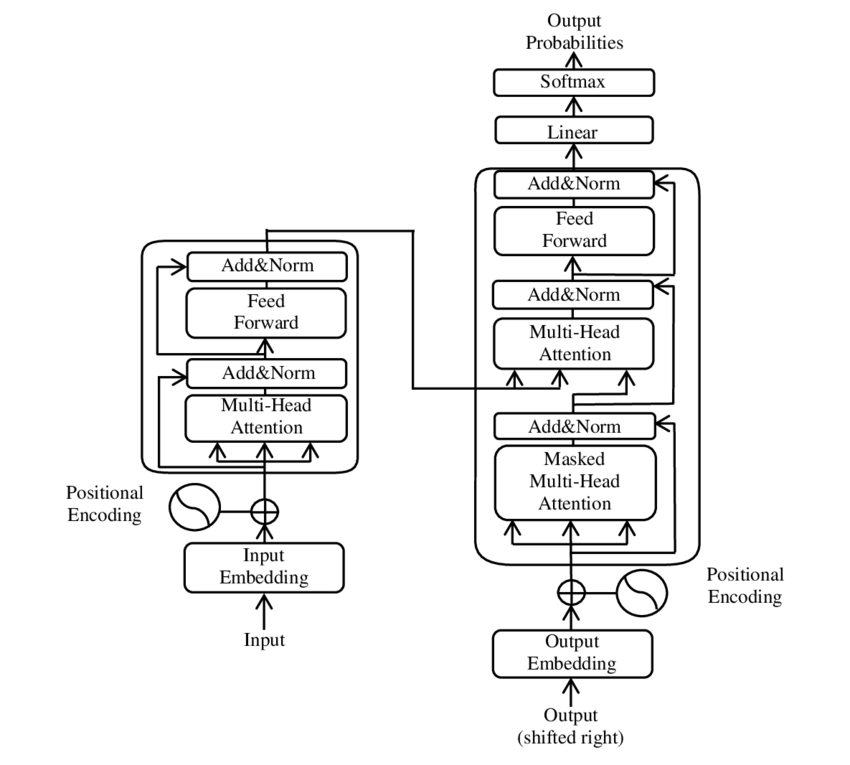
رسم توضيحي للمكونات الرئيسية لنموذج المحول من الورقة

الانتباه هو كل ما تحتاجه  (بالإنجليزية: Attention Is All You Need)‏ هي دراسة بحثية مبتكرة في مجال تعلم الآلة نُشرت عام 2017، أعدها ثمانية باحثين من شركة جوجل. قدمت الورقة نموذجًا ثوريًا في التعلم العميق يُدعى "المحوِّل" (Transformer)، مستندًا إلى آليات الانتباه التي طورها باهدانو وزملاؤه عام 2014. تُعد هذه الدراسة مرجعًا محوريًا في تطور الذكاء الاصطناعي المعاصر،  إذ شكلت بنية المحوِّل الأساسَ للنماذج اللغوية الضخمة مثل عائلة نماذج جي بي تي. ركز البحث آنذاك على تطوير تقنيات "التسلسل إلى تسلسل" (Seq2seq) في الترجمة الآلية، لكن المؤلفين توسعوا في استشراف تطبيقات هذه التقنية في مهام متنوعة كالإجابة على الاستفسارات ومهام الذكاء الاصطناعي التوليدية متعددة الوسائط التي تُستخدم اليوم. 